# سدروت

نقشه‌ای از فاصله سدروت از نوار غزه.

سدروت (به عبری: שדרות) یکی از شهرهای اسرائیل است که در استان جنوبی اسرائیل و درغرب صحرای نگب قرار گرفته است.
شهر سدروت دارای جمعیتی در حدود ۲۰ هزار نفر است.
سدروت که تنها ده کیلومتر از نوار غزه فاصله دارد، از سال ۲۰۰۵ میلادی و به قدرت رسیدن گروه حماس در نوار غزه، تقریباً هر روز هدف حملات راکتی قرار گرفته است. این تعرضات توسط گروه‌های حماس، جهاد اسلامی و کمیته‌های مقاومت مردمی انجام می‌شود.